# ヨゼフ・ミスリヴェチェク

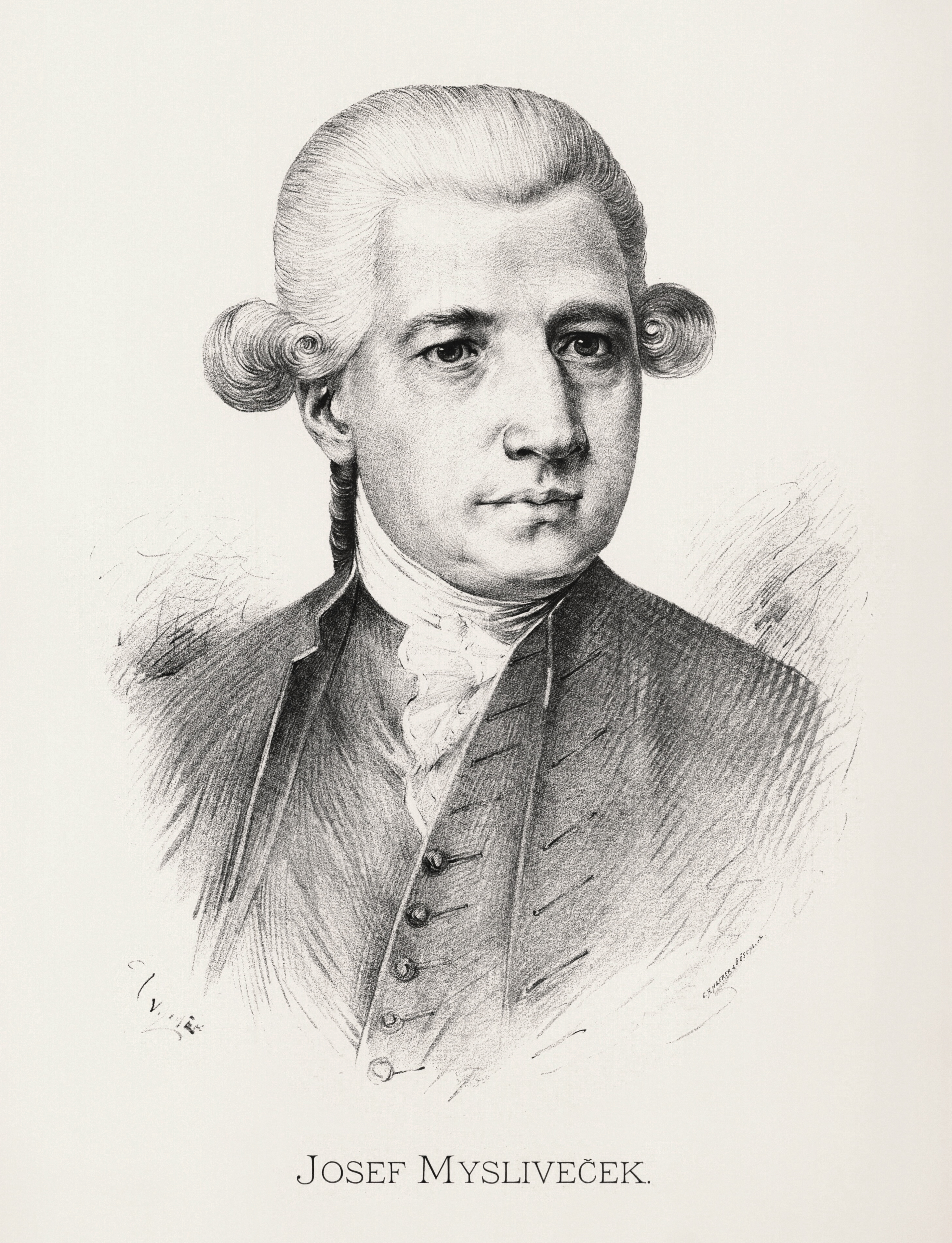
ヨゼフ・ミスリヴェチェク

ヨセフ・ミスリヴェチェク（Josef Mysliveček (*1737年3月9日 ホルニー・シャールカ †1781年2月4日 ローマ）はチェコ出身のオペラ作曲家。主にイタリアで活躍した。

## 生涯
プラハで双子として生まれる。父親から粉挽き職人となる訓練を受けた後、プラハ大学で哲学を学ぶが、学業を放棄して1760年代にヴェネツィアに留学し、ジョヴァンニ・バッティスタ・ペシェッティに作曲を師事。その後はイタリアに定住して、「神々しきボヘミア人」と呼ばれて有名になった。
最初のオペラはベルガモにて1765年ごろに初演。その直後に、《ベレロフォンテ》がナポリで大成功を収め、イタリア中の劇場から委嘱が殺到。1770年にボローニャでモーツァルト青年と出会う（両者の作曲様式の類似点はつとに知られたところである）。モーツァルトは、しばしば私信の中でミスリヴェチェクについて称賛の念を送り続けた。
ミスリヴェチェクの名声はイタリアの外にも広がり、1770年代にはミュンヘンでたくさんの作品が上演されている。しかしながら最後のオペラは不成功に終わった。ローマで貧困の末に、梅毒により他界。死の直前に、性病の治癒を見込んで鼻の整形手術を受けたが、失敗している。死後の1785年頃、モーツァルトはミスリヴェチェクのアリア『私の愛しい人』を編曲して『静けさはほほえみつつ』を作曲した。
ミスリヴェチェクは、しばしば「チェコのオペラの父」と評されている。なるほど、国際的に有名になった最初のチェコ人作曲家ではあるのだが、しかしながらその音楽語法は国民楽派的な特徴はなく、イタリアのオペラ・セリアの類型を示している。
2022年、ミスリヴェチェクの波乱に満ちた生涯を映画化した『Il Boemo』が公開され、彼のオペラ作品のアリアなどが取り上げられた。

## 作風
ミスリヴィチェク作品の多くで際立つのが、独創的なリズム語法である。現在、モーツァルト特有のリズムと考えられる数々の音楽語法は、そのほとんどがミスリヴィチェクの発案によるものである。

## 主要作品一覧

### 宗教曲
- Paerum elegans D-Dur 1772年
- ミサ曲ニ長調 1772年ごろ
- 聖母マリアへの連祷 ニ長調 1777年ごろ
- 死者のためのミサ曲 変ホ長調
- 来たれ、キリストの花嫁 Veni sponsa Christi ト短調（1771年）
- Beatus Bernardy 変ロ長調（1772年ごろ）
- Ave splendus caeli ト長調
- 主を賛美せよ Laudate Dominum ヘ長調
- めでたし后妃 Salve Regina ヘ長調

### オラトリオ
- トビアス Il Tobia （1769年パドヴァ初演）
- Il pellegrini al sepolcro （1770年パドヴァ初演、散逸）
- アダムとイヴ Adamo ed Eva（1771年5月24日フィレンツェ初演）
- Betulia liberata (1771, Padua, verschollen);
- Giuseppe risconosciuto （1771年ごろパドヴァ初演、散逸）
- イエス・キリストの受難 La passione di Gesù Cristo（1773年フィレンツェ初演）
- イスラエルの解放 La liberazione d'Israel（1775年プラハ初演、散逸）
- Isacco figura del redentore（1776年フィレンツェ初演、1777年ミュンヘン初演）

### カンタータ
- 混乱したパルナッソス Il parnasso confuso（1765年ごろプラハ初演）
- 泉に佇むナルキッソス Narciso al fonte（1768年パドヴァ初演、散逸）
- Cantata per S.E. Marino Cavalli（1768年パドヴァ初演、散逸）
- 荘厳儀式のためのカンタータ Cantata pro omni solenitate（1769年プラハ初演）
- アルチェステとフィレーノ Alceste e Fileno（1770年以前プラハ初演）
- 3声部のための6つのカンタータ（ナポリ初演、散逸）
- L'Elfrida （1774年フィレンツェ初演、散逸）
- Enea negl'elisi ovvero Il tempio dell'eternita（1777年ミュンヘン初演、散逸）
- アルミーダ Armida（1779年ごろ初演）
- Ebbi non ti smarrir
- 嵐 La tempesta
- 3つの夜曲

### 歌劇
- セミラミーデ Semiramide （台本メタスタジオ、1766年ベルガモ初演）
- ベッレフォンテ Il Bellerofonte （台本ボネーキ、1767年1月20日ナポリ・サン・カルロ劇場初演）
- Farnace （台本ルッキーニ、1767年11月4日ナポリ・サン・カルロ劇場初演）
- クレリアの勝利 Il trionfo di Clelia （台本メタスタジオ、1767年12月26日トリノ・レージョ劇場初演）
- Il Demofoonte （台本メタスタジオ、1769年ヴェネツィア・サンベネデット劇場初演、1775年1月20日ナポリ・サンカルロ劇場）
- L'Ipermestra （台本メタスタジオ、1769年フィレンツェ初演）
- La Nitteti （台本メタスタジオ、1770年ボローニャ初演）
- モンテズマ Motezuma （台本チーニャ＝サンティ、1771年1月23日フィレンツェ、デッラ・ペルゴーラ劇場初演）
- Il gran Tamerlano （台本ピオヴェーネ、1771年12月26日ミラノ、レージョ・ドゥク劇場初演）
- II Demetrio （台本メタスタジオ、1773年パヴィア・ヌオーヴォ劇場、1779年8月13日ナポリ・サンカルロ劇場初演）
- Romolo ed Ersilia （台本メタスタジオ、1773年8月13日ナポリ・サンカルロ劇場）
- アンティゴネー Antigona （台本ロッカフォルテ、1773年12月26日トリノ・レージョ劇場）
- ティトゥス帝の慈悲 La clemenza di Tito （台本メタスタジオ、1773年12月26日ヴェネツィア・サンベネデット劇場）
- Atide （台本スタンツァーニ、1774年パドヴァ初演）
- アルタクセルクス Artaserse （台本メタスタジオ、1774年8月13日ナポリ・サンカルロ劇場）
- Ezio （台本メタスタジオ、1775年6月5日ナポリ・サンカルロ劇場、1777年ミュンヘン初演）
- シリアのハドリアヌス帝 Adriano in Siria （台本メタスタジオ、1776年フィレンツェ・ココメロ劇場）
- カリロエー La Calliroe （台本ヴェラーツィ、1778年5月30日ナポリ・サンカルロ劇場初演）
- オリンピアの祭典 L'Olimpiade （台本メタスタジオ、1778年11月4日ナポリ・サンカルロ劇場所縁）
- キルケー La Circe （台本ペレル、1779年ヴェネツィア・サンベネデット劇場）
- アルミーダ Armida （台本ミーリャヴァッカ、1770年12月26日ミラノ・スカラ座初演）
- Medonte （台本デ・ガメッラ、1780年の謝肉祭、ローマ、アルジェンティーナ劇場）
- Antigono （台本メタスタジオ、1780年ローマ、デッレ・ダーメ劇場）

### メロドラマ
- テオドリックとエリザ Theoderich und Elisa (1778年ごろ)

### シンフォニア・序曲
- 交響曲 ハ長調 1762;
- 四重奏のための6つの交響曲（ニ長調、ト長調、ハ長調、ヘ長調、ト短調、ニ長調）作品1 1764年
- 3つの交響曲（ニ長調、変ホ長調、変ロ長調）
  - 変ロ長調は歌劇《 Il tronfi di Celia》（1769年）の序曲と同一
- 3つの交響曲（ヘ長調、ニ長調、ト短調）1770年以前
- 8声部のための6つの交響曲（ニ長調、ト短調、ハ長調、ヘ長調、変ロ長調、変ホ長調）1771年以前
  - ニ長調は歌劇《セミラミーデ》の序曲と同一
- 8声部のための6つの交響曲（ニ長調、ヘ長調、イ長調、ハ長調、ト長調、ニ長調）
  - イ長調はカンタータ《アルチェステとフィレーノ Alceste e Fileno》の序曲と同一
  - ト長調はカンタータ《混乱したパルナッソス Il parnaso confuso》の序曲と同一
- 交響曲 ニ長調 1771年ごろ
- 交響曲 変ホ長調 1771年ごろ
- 3つの交響曲（ヘ長調、ニ長調、ハ長調）1771年ごろ
- 交響曲 ニ長調 1771年ごろ
- 6つの序曲（ハ長調、イ長調、ヘ長調、ニ長調、変ロ長調、ト長調）1772年
- 6つの交響曲（ト長調、変ホ長調、イ長調、ホ長調、ニ長調、変ロ長調。四重奏曲としても演奏可能）1775年ごろ
- 6つの交響曲（ニ長調、変ロ長調、ト長調、変ホ長調、ハ長調、ヘ長調）1776年または1777年、散逸
- 管弦楽のための6つのシンフォニア
  - 序曲《アンティゴネー Antigona》ニ長調
  - 序曲《エツィオ Ezio》ト長調（1775年）
  - 序曲《デモフォンテ Il Demofoonte》ニ長調（1775年）
  - 序曲《アルタクセルクス Artaserse》変ロ長調
  - 序曲《 Il Demetrio 》ニ長調（1773年）
  - 序曲《シリアのハドリアヌス帝 Adriano in Siria》ニ長調
- 交響曲 ニ長調
  - 歌劇《カリロエ La Calliroe》の序曲と同一
- 6つの交響曲（ニ長調、ヘ長調、変ロ長調、変ホ長調、ト長調、ハ長調）1778年ごろ
- 2つの序曲（ニ長調、ヘ長調）
- 交響曲 ハ長調
- 2つの交響曲 （ヘ長調、ト長調）
- 交響曲 ヘ長調
- 交響曲 ニ長調

### 協奏曲
- ヴァイオリン協奏曲ニ長調 1769年ごろ
- 6つのヴァイオリン協奏曲（ホ長調、イ長調、ヘ長調、変ロ長調、ニ長調、ト長調）1772年ごろ
  - ト長調の協奏曲は《パストラーレ》の別名あり
- ヴァイオリン協奏曲ハ長調 1772年ごろ
- ヴァイオリン協奏曲ハ長調（チェロ協奏曲へ改稿）1775年以前
- 未完成のヴァイオリン協奏曲 変ロ長調
- チェロ協奏曲ハ長調（ヴァイオリン協奏曲から編曲）
- フルート協奏曲ニ長調
- 2つのチェンバロ協奏曲（変ロ長調、ヘ長調）
- 2つのクラリネット、2つのホルン、ファゴットと弦楽合奏のための6つの協奏曲 1774年または1776年（もしくは1777年または78年）：ほとんどの楽曲が散逸

### 室内楽
- ヴァイオリンと通奏低音のための3つのソナタ（ト長調、ハ長調、ヘ長調）
- ヴァイオリンと通奏低音のための2つのソナタ（イ長調、変ロ長調）
- ヴァイオリン伴奏つき6つのクラヴィーア・ソナタ（変ホ長調、ニ長調、ハ長調、変ロ長調、ト長調、ヘ長調）1775年
- ヴァイオリン伴奏つき6つのクラヴィーア・ソナタ（ニ長調、ヘ長調、変ホ長調、ト長調、変ロ長調、変ホ長調）1777年ごろ
- ヴァイオリン伴奏つき6つのクラヴィーア・ソナタ（ニ長調、ト長調、ハ長調、変ロ長調、ヘ長調、ハ長調）
- 2つのヴァイオリンと通奏低音のための6つの三重奏曲（イ長調、ト短調、ヘ長調、変ホ長調、変ロ長調、ハ短調。前半3曲は散逸）1767年
- 6つのトリオ・ソナタ 作品1（ハ長調、イ長調、ニ長調、ヘ長調、イ長調、変ホ長調）1772年
- 2つのヴァイオリンと通奏低音のための6つのソナタ 作品4（ハ長調、ト長調、変ホ長調、イ長調、変ロ長調、ヘ長調）1722年
- 三重奏曲（イ長調、ヘ長調、ニ長調、ト短調）
- 6つのフルート三重奏曲 作品5（ト長調、ハ長調、イ短調、ホ短調、ニ長調、変ロ長調）：ハ長調とニ長調は紛失
- フルート、ヴァイオリン、チェロのための6つの三重奏曲（ニ長調、ト長調、ハ長調、イ長調、ヘ長調、変ロ長調）
- ホルン、ヴァイオリン、通奏低音のための三重奏曲（散逸）
- 2つのチェロと通奏低音のための6つのソナタ（イ長調、ニ長調、ト長調、ヘ長調、ハ長調、変ロ長調）
- 2つのクラリネットとホルンのためのカッサチオン
- 6つの弦楽四重奏曲 作品3（イ長調、ヘ長調、変ロ長調、ト長調、変ホ長調、ハ長調）1768年または1769年）
- 6つの弦楽四重奏曲 作品1（変ホ長調、ハ長調、ニ長調、ヘ長調、変ロ長調、ト長調）1778年
- 6つの弦楽四重奏曲（ハ長調、ヘ長調、変ロ長調、変ホ長調、ト長調、イ長調）
- 6つの弦楽四重奏曲（ト長調、変ホ長調、イ長調、ホ長調、ニ長調、変ロ長調）1775年ごろ
- 弦楽四重奏曲 ト長調
- 2つの弦楽四重奏曲（任意の2つのホルンを付けたホルン六重奏曲版あり）
- 6つの五重奏曲もしくは協奏交響曲 作品2（変ロ長調、ホ長調、ト長調、イ長調、ニ長調、ハ長調）1767年
- 6つの弦楽五重奏曲（ト長調、変ホ長調、ハ長調、イ長調、ヘ長調、変ロ長調）1773年ごろ
- 6つのフルート五重奏曲（またはオーボエ五重奏曲） （変ロ長調、ニ長調、ヘ長調、ハ長調、イ長調、変ホ長調）1777年ごろ
- 2つのオーボエと2つのホルン、ファゴットのための管楽五重奏曲 （ニ長調、ト長調、変ホ長調、変ロ長調、ヘ長調、ハ長調）1774年または1776年（もしくは1779年）
- 2つのクラリネット、2つのホルンと通奏低音のためのカッサチオン 変ロ長調
- 管楽器のための3つの八重奏曲（変ホ長調、変ホ長調、変ロ長調）1774年～1776年もしくは1777年

### 鍵盤楽曲
- クラヴィーアのための6つのやさしいディヴェルティメント（ヘ長調、イ長調、ニ長調、変ロ長調、ト長調、ハ長調）1777年
- クラヴィーアのための6つのやさしいレッスン（ハ長調、変ロ長調、イ長調、ト長調、ヘ長調、ニ長調）
- ピアノ・ソナタ ハ長調